# Красноармєйське
Красноармєйське (рос. Красноармейское) — селище Багратіоновського району, Калінінградської області Росії. Входить до складу Долгоруковського сільського поселення.
Населення — 32 особи (2015 рік).

## Географія
Селище розташоване за 14 км від районного центру — міста Багратіоновська, 25 км від обласного центру — міста Калінінграда та 1094 км від Москви.

## Історія
Селище засноване 1419 року.
Мало назву Золлау, Кільгіс до 1946 року.

## Населення
За даними перепису 2010 року, у селі мешкало 32 осіб, з них 20 (62,5 %) чоловіків та 12 (37,5 %) жінок. Згідно з переписом 2002 року, у селі мешкало 58 осіб, з них 28 чоловіків та 30 жінок.